# Thalassina gracilis
Thalassina gracilis is een tienpotigensoort uit de familie van de Thalassinidae. De wetenschappelijke naam van de soort is voor het eerst geldig gepubliceerd in 1852 door Dana.